# حوت ساي
الهِرْكَوْلُ الشَمَالِيّ أو هِرْكُول القطب أو حُوتُ ساي (الاسم العلمي: Balaenoptera borealis) هو حوت باليني، وهو الثالث حجماً بعد أكبر هراكلة وهما الحوت الأزرق والحوت الزعنفي، ويعيش في معظم المحيطات والبحار المتجاورة، ويفضل البحار العميقة البعيدة عن الشواطئ، كما يتجنب المياه القطبية والاستوائية والمياه شبه المغلقة. ويهاجر حوت ساي سنوياً من المياه الباردة وشبه القطبية في فصل الصيف إلى المياه المعتدلة وشبه الاستوائية في فصل الشتاء.
يصل طول حوت ساي إلى 19,5 متر (64 قدماً)، ويصل وزنه إلى 28 طناً، وهو يستهلك يومياً ما معدله 900 كيلوغرام (2000 رطل) من الغذاء الذي يتكون بشكل أساسي من مجدافيات الأرجل والإيفوزيات وغيرها من العوالق الحيوانية. وهو واحد من أسرع الحيتانيات، إذ يمكن أن تصل سرعته إلى 50 كيلومتراً في الساعة (31 ميلاً في الساعة و27 عقدة) في المسافات قصيرة، وأما اسم حوت ساي فهو مستمد من اللغة النرويجية.
بسبب علميات صيد الحيتان التجارية على نطاق واسع في أواخر القرن التاسع عشر والقرن العشرين، إذ إن الصيادين قد تمكنوا من اصطياد 255,000 حوت، فإن حوت ساي الآن تحت الحماية الدولية، ومع ذلك فإن هناك عمليات صيد محدودة تحدث ضمن إطار برنامج بحوث مثير للجدل تشرف عليه اليابان. في عام 2008، كان عدد حيتان ساي في جميع أنحاء العالم حوالي 80,000 حوت، أي ما يقرب من ثلث عددها قبل عمليات صيد الحيتان.

## المصدر
- حوت ساي